# Ел Пуерто де Сан Педро (Ел Аренал)
Ел Пуерто де Сан Педро (шп. El Puerto de San Pedro) насеље је у Мексику у савезној држави Идалго у општини Ел Аренал. Насеље се налази на надморској висини од 2259 м.

## Становништво
Према подацима из 2010. године у насељу су живела 4 становника.

### Хронологија
| Година       | 2000          | 2005       | 2010 |
| ------------ | ------------- | ---------- | ---- |
| Становништво | 101 (55 / 46) | 12 (6 / 6) | 4    |

### Попис
| # | Индикатор                     | Вредност |
| - | ----------------------------- | -------- |
| 1 | Укупно домаћинстава           | 3        |
| 2 | Укупно насељених домаћинстава | 2        |
| 3 | Величина локације             | 1        |